# Lareine
Lareine ist eine 1994 gegründete japanische Band, die sich dem Visual Kei zuordnen lässt. Der Name stammt aus dem Französischen, la reine bedeutet „die Königin“.
Am 1. Oktober 2006 wurde auf der offiziellen Internetseite die Trennung der Band bekannt gegeben.

## Geschichte
Die ursprünglich Laliene genannte Band wurde 1994 von Kamijo, damals unter dem Namen Shoki, und Mayu gegründet. Sie blickt auf eine sehr turbulente Bandgeschichte zurück, da diese von einem ständigen Wechsel der Besetzung gekennzeichnet ist. Das ursprüngliche Line-Up bestand aus Sänger Kamijo, den Gitarristen Mayu, Hirono und Kaito, Bassist Sakureu und Drummer Kyōka. Mayu verließ die Band aber schon 1995 aufgrund musikalischer Meinungsverschiedenheiten mit Kaito, der eine düsterere Richtung einschlagen wollte, als für die Band typisch war. Sakureu wurde bald darauf durch Emiru ersetzt. Noch im Mai 1995 kehrte Mayu auf Kamijos Drängen hin zurück, vor allem, da Kaito sich mit dem Gedanken trug aus der Band auszusteigen, was er dann auch im Oktober in die Tat umsetzte. Er wurde von Kyōka begleitet, der die Band Eliphas Levi gründete. Im Juli konnten Lareine ihr zweites Demotape Laliene veröffentlichen, das die Songs Dir en gray und Feerie enthielt. Der erste Song wurde von Fans später häufig als Demotape von La:Sadie's, die sich in Dir en grey umbenannten, mit dem Titel Lareine missverstanden. Im November stieß Machi als neuer Schlagzeuger dazu und 1996 nannte sich die Band in Lareine um.
Im selben Jahr kam Akira als neuer Gitarrist hinzu, verließ sie aber bereits nach der Veröffentlichung des Minialbums Blue Romance und der Romancia-Tour wieder. Das erste richtige Album, das den gleichen Namen wie das vorherige Mini-Album trug, folgte. 1998 wurde der offizielle Fanclub Fleur gegründet sowie eine Fleur-Single herausgebracht.
1999 erschien dann die Single Fiancailles bei Sony Music Entertainment Japan. Der Erfolg stellte sich ein. Ein Jahr darauf coverten sie den japanischen Vorspanntitel Bara wa utsukushiku chiru der Anime-Serie Lady Oscar (Versailles no bara).
Allerdings brach die Band auseinander, als Mayu, Emiru und Machi die Band im August 2000 verließen. Kamijo, als einziger übrig geblieben, veröffentlichte nun im Alleingang unter dem Namen Lareine das Album Scream. Allerdings gab auch er 2001 die Band auf.
Ende 2003 lebte die Band aber wieder auf. Nach diversen Soloprojekten aller Mitglieder wurden noch einmal Songs veröffentlicht, mit den um Kamijo versammelten alten Mitgliedern als Gastmusikern. Daraufhin fand die Band wieder zusammen, allerdings ohne Drummer Machi, für den Kazumi einsprang. So besteht Lareine nunmehr aus Sänger Kamijo, Bassist Emiru, Schlagzeuger Kazumi und Gitarrist Mayu. Ergänzt werden sie durch Gitarrist Motoki, der allerdings kein offizielles Mitglied ist.

## Stil

### Musik
Die Musik der Band zeichnet sich durch mal rockigere, mal sanftere Songs aus, die von Kamijos exotisch wirkender Stimme auf eine Art, die an französische Chansons erinnert, vorgetragen werden. Es finden sich viele Balladen in ihrem Repertoire. Eine Besonderheit ist, dass Lareine mit ihrer Musik eine Geschichte erzählen wollen, in der die Mitglieder verschiedene Rollen spielen. Mit jedem neuen Song entwickelt sich die Geschichte weiter.

### Auftreten
Wie viele Visual-Kei-Bands erregen auch Lareine durch ein ungewöhnliches Outfit Aufsehen. Ihre Kostüme erinnern häufig an den Adel von Versailles und an die Mode des Barock, so dass sie oft mit der ebenfalls japanischen Band Malice Mizer verglichen werden. Aufwendige Frisuren, wofür teilweise Perücken benutzt werden sowie ausgefallenes und auffälliges Make-up komplettieren das äußere Erscheinungsbild. Entsprechend feminin sehen die ausschließlich männlichen Bandmitglieder aus. Außerdem identifiziert sich jedes Mitglied mit einer Blume, was häufig in den Kostümen umgesetzt wird.

## Diskografie

### Demotapes
- Lu Cherie (1995)
- Laliene (1995)
- Saikai no Hana (1996)
- Tsukiyo no kageki (1996)
- Mist (1997)

### Alben
- Blue Romance (1996; EP)
- Blue Romance ~Yasashii hanatachi no kyōsō~ (1997)
- Lillie Charlotte (1998; EP)
- Fierte no umi to tomo ni kiyu ~The Last of Romance~ (2000)
- Scream (2000; Kamijos Soloalbum)
- Vampire Scream (2000; limitiere Auflage)
- Etude (2002; EP)
- Reine De Fleur CD1 (2003)
- Reine De Fleur CD2 (2003)
- Majesty (2003; EP)
- Knight (2003; EP)
- Princess (2004; EP)
- Crystal Letos (2004)
- Never Cage (2004)
- Reincarnation (2005)
- Winter Romantic (2006; EP)

### Singles
- Fleur (1998)
- Metamorphose (1998)
- Fiancailles (1999)
- Billet ~osanaki natsu no binsen (1999)
- Fuyu Tokyo (1999)
- Bara wa utsukushiku chiru (2000)
- Grand Pain (2000; Kamijos Single)
- Chou no hana/lesson (2002)
- Saikai no hana (2003)
- Scarlet Majesty (2003)
- With Present Letos (2003)
- Shiroi cho (2003)
- Nemurenu koi wa shinju (2004)
- Tsuki no kariudo (2004)
- Trailer (2004)
- Cinderella Fantasy (2005)
- Setsurenka (2005)
- Cinderella Fantasy (2005)
- Sakura (2006)
- Drama (2006)
- Last Song (2007)